# Wał obronny

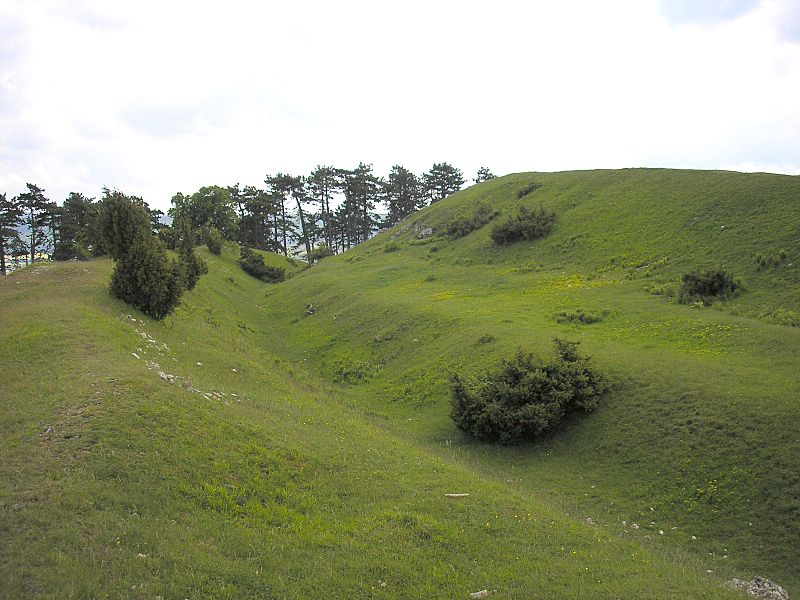
Umocnienie w postaci wału ziemnego i fosy grodu na górze Ipf

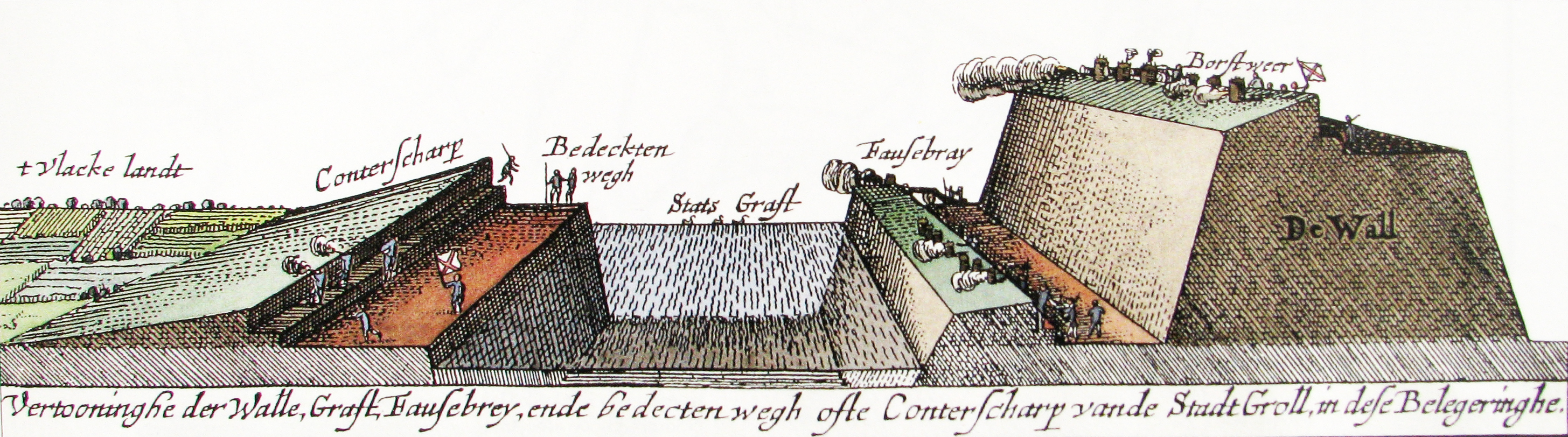
Profil wału obronnego twierdzy nowożytnej: od lewej wał czołowy, fosa, przedwale, wał główny z przedpiersiem na koronie

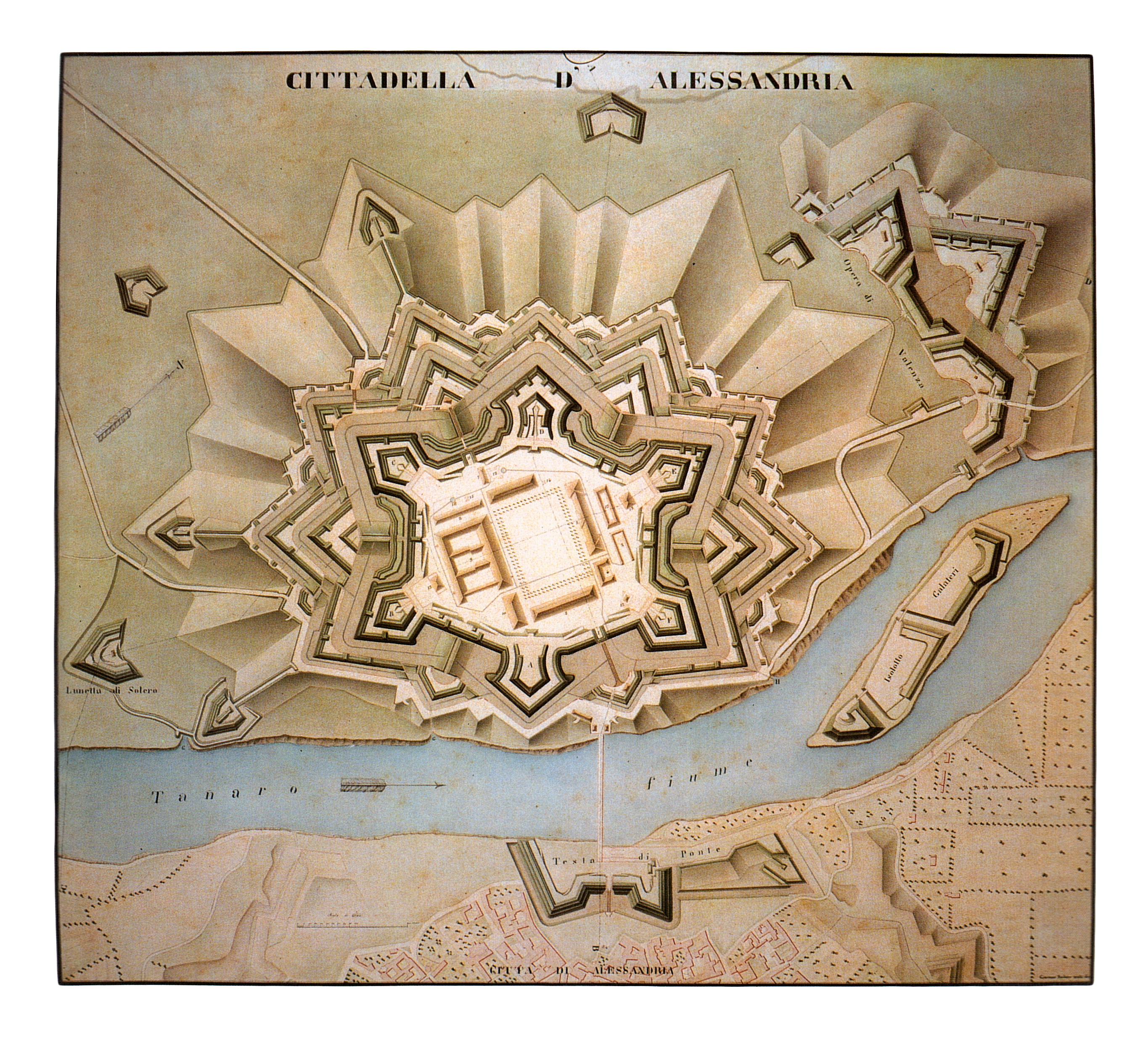
Plan cytadeli Alessandria z wałami obronnymi tworzącymi różnorodne i złożone dzieła forteczne

Wał obronny – budowla ziemna w kształcie podłużnego nasypu o różnym profilu, wzniesiona sztucznie z ziemi, kamieni, piasku itp. stanowiąca podstawowy element fortyfikacji do końca XIX w. Stosowany był we wszystkich systemach obronnych, pełnił rolę zarówno przeszkody, jak i stanowiska. Jego zasadnicze części to stopa, stoki (wewnętrzny i zewnętrzny) i korona. Na koronie nasypywano (nadbudowywano) przedpiersie, które umożliwiało stworzenie stanowisk obronnych np. strzeleckich.
Przekrój wałów jest najczęściej trapezowy. Bardzo często występuje w połączeniu z fosą, od której oddziela go odsadzka. Konstrukcyjnie wał może mieć budowę:
- ziemną - zbudowany z ubitej ziemi;
- drewniano-ziemną - wnętrze wału wzmocnione jest belkami drewnianymi, połączonymi ze sobą na różny sposób (wał przekładkowy, izbicowy itp.);
- dzianą - którego stok wzmocniony jest konstrukcją drewnianą (np. płotem), murem kamiennym lub ceglanym[1].

Wały często wzmacniano dodatkowymi budowlami jak palisady czy baszty, a przed nimi umieszczano przeszkody fortyfikacyjne (fosy, wilcze doły, czostki itp.).
Wały mogły być samodzielnymi dziełami obronnymi w formie liniowej lub zamkniętej. Przykładem takich wałów mogą być umocnienia graniczne starożytne i średniowieczne umocnienia graniczne jak Wał Antonina, Wał Offy, Wały Śląskie, Wielki Mur Chiński itp. Zamknięte wały tworzyły linie obronne grodzisk, oppidi etc.
Wały mogły też być częścią składową dzieł obronnych, np. tworzyć kurtyny i bastiony twierdzy bastionowej. Z odpowiednio ukształtowanych wałów tworzono takie dzieła jak szańce, reduty, raweliny. W twierdzach nowożytnych spotyka się często wiele wałów - np. przed wałem głównym znajduje się przeciwstraż, a na nim usypany jest nadszaniec. W artyleryjskim forcie dwuwałowym wał dolny (piechoty) służył do obrony bliskiej, a wał górny (artyleryjski) - do dalekiej.